# Kiaby socken
Kiaby socken i Skåne ingick i Villands härad, ingår sedan 1971 i Kristianstads kommun och motsvarar från 2016 Kiaby distrikt.
Socknens areal är 45,74 kvadratkilometer varav 28,21 land. År 2000 fanns här 833 invånare. Bäckaskogs slott, orten Barum, en del av tätorten Bäckaskog samt kyrkbyn Kiaby med sockenkyrkan Kiaby kyrka ligger i socknen.

## Administrativ historik
Socknen har medeltida ursprung. Omkring 1635 införlivades Bäckaskogs socken.
Vid kommunreformen 1862 övergick socknens ansvar för de kyrkliga frågorna till Kiaby församling och för de borgerliga frågorna bildades Kiaby landskommun. Landskommunen uppgick 1952 i Fjälkinge landskommun som uppgick 1971 i Kristianstads kommun. Församlingen uppgick 2002 i Bäckaskogs församling.
1 januari 2016 inrättades distriktet Kiaby, med samma omfattning som församlingen hade 1999/2000.  
Socknen har tillhört län, fögderier, tingslag och domsagor enligt vad som beskrivs i artikeln Villands härad. De indelta soldaterna tillhörde Norra skånska infanteriregementet, Livkompaniet. 

## Geografi
Kiaby socken ligger nordost om Kristianstad med Oppmannasjön i väster och Ivösjön i öster. Socknen är i söder en odlad slättbygd med kuperad skogsbygd med berget Vångaberget norr om näset mellan sjöarna.

## Fornlämningar
Från stenåldern finns lösfynd och gravar där man funnit Barumskvinnan. Från bronsåldern finns gravhögar. Dessutom finns här ett par hällkistor och domarringar.

## Namnet
Namnet skrevs i början av 1180-talet Kiebu och kommer från kyrkbyn. Efterleden är by, 'gård; by'. Förleden har oklar tolkning..